# Glen Creek (Gardner River)
Der Glen Creek ist ein etwa 14 km langer, linker Nebenfluss des Gardner River im äußersten Nordwesten des US-Bundesstaates Wyoming. Er fließt auf seiner gesamten Länge durch den Yellowstone-Nationalpark.

## Verlauf
Der Glen Creek entspringt südwestlich des Sepulcher Mountain und südöstlich des Electric Peak auf etwa 2415 m Höhe in der Gallatin Range, etwa 7 km westlich von Mammoth Hot Springs und 3 km südlich der Grenze zu Montana im Nordwesten des Yellowstone-Nationalparks. Von dort fließt er zunächst südlich des Sepulcher Mountain nach Osten und wendet sich westlich der Clagett Butte nach Süden. Er mäandriert westlich des Terrace Mountain durch das Hochplateau Gardner's Hole und erreicht nach Unterqueren der Grand Loop Road (U.S. Highway 89) am Kingman Pass den Golden Gate Canyon, in dem er über die Rustic Falls hinabfällt. Der Glen Creek fließt nördlich des Bunsen Peak durch die Schlucht in nordöstliche Richtung und mündet nach etwa 14 km im Sheepeater Canyon auf 1827 m Höhe in den hier nach Norden fließenden Gardner River, kurz vor dessen Mündung in den Yellowstone River. Der gesamte Flussverlauf befindet sich im Park County.

## Hydrologie
Der Glen Creek ist als Nebenfluss des Gardner River Teil des Einzugsgebietes des Yellowstone River, der über Missouri und Mississippi in den Golf von Mexiko entwässert. Das Einzugsgebiet des Glen Creek umfasst ein Areal von etwa 32 km² und grenzt an die Einzugsgebiete von Gardner River im Südosten, Süden und Westen, Reese Creek im Nordwesten sowie Clematis Creek im Nordosten.